# Дворана Храм
Дворана Храм је рукометна спортска дворана која се налази у склопу Светосавског дома (спортско-пословно-културног центра) у Каћу у Светосавској улици број 10.
Изградња је трајала од 1999. до 2000. године. Камен темељац је положио Милош Лончар, оснивач РК Југовић.
Дворана Храм је свечано отворена 1. октобра 2000. године. Дворану је освештао владика бачки Иринеј. Прва утакмица у новоотвореној дворани су одиграли три дана касинје РК Југовић и РК Црвена звезда. Резултат је био нерешен, 27:27.

## Догађаји
Поред утакмица РК Југовића у дворани Храм се одржавају и различити рукометни међународни турнири, као и концерти. Неки од познатих извођача који су одржавали концерте у дворани Храм су Рибља чорба, Мирослав Илић, као и културно-уметничка друштва из Каћа и околине.